# Sheri-Ann Brooks
Sheri-Ann Brooks, född den  11 februari 1983, är en jamaicansk friidrottare som tävlar i kortdistanslöpning.
Brooks deltog vid VM 2005 i Helsingfors på 200 meter där hon blev utslagen redan i kvalet. Vid Samväldesspelen 2006 vann hon guld både på 100 meter och i stafetten över 4 x 100 meter. Hon deltog även på 200 meter men blev där bara femma i finalen.
Vid VM 2007 i Osaka slutade hon sjua i sin semifinal på 100 meter vilket inte räckte till en finalplats. Hon ingick emellertid vid i det jamaicanska stafettlaget på 4 x 100 meter som blev silvermedaljörer efter USA.
Hon deltog vid Olympiska sommarspelen 2008 där hon deltog i det jamaicanska stafettlaget på 4 x 100 meter. Laget med Brooks hade den snabbaste försökstiden av alla och tog sig vidare till finalen. Väl där var Brooks inte med i laget som misslyckades med en växling och blev diskvalificerade. 